# 精密機械
精密機械（せいみつきかい）とは、微細な部品（機械要素）で構成された機械装置のこと。英名はhigh precision machineで直訳すると“高精度機械”となる。
精密機械の定義は曖昧である。古くは時計、カメラ、オルゴールなど複雑精妙な機械装置全般を指したが、機械装置と電子工学的な装置を融合・発展させる学問・技術分野としてはメカトロニクス（メカニズムとエレクトロニクスの合成語）があり、また高度化された精密な電子機器などハイテク分野の製品も精密機械の一種である。

## 比喩表現
人間でも極めて高度で正確な運動能力や処理能力を持つ者を指して「精密機械」と形容する。
野球界の例として、優れた絶妙な投球コントロールを見せる投手（小山正明、北別府学、グレッグ・マダックス、小宮山悟、吉見一起など）が精密機械と呼ばれる。
また、高度な工芸技術を見せる職人などは、その正確な動作から精密機械に擬えられる。

## 精密機械工業
精密機械を生産する工業を、精密機械工業という。例えば、自動車、船、電気製品、カメラ・時計など。精密機械の製造に当たっては高度な加工技術と高質な材料（水質が良い所）を必要とする。
ヨーロッパにおいてはスイス、ドイツなどで盛んである。
日本においては、諏訪湖周辺の都市で盛んである。諏訪地方は東洋のスイスとも呼ばれ、次世代産業を支える『供給基地』と位置付けられている。